# Seznam budov v Jilské ulici
Toto je seznam budov v Jilské ulici, komunikaci propojující Karlovu ulici (ústící do Malého náměstí) s ulicí Na Perštýně (pokračující až k ulici Národní). Je jich celkem 21, z toho osm na západní straně a třináct na straně východní.

## Seznam
| Strana   | Budova                   | Další jména                 | Obrázek | Číslo popisné |
| -------- | ------------------------ | --------------------------- | ------- | ------------- |
| západní  | dům U Kočků              | U Zlatého Kříže             |         | 147           |
| západní  | dům U Pelikána           | –                           |         | 235           |
| západní  | Klášter dominikánů Praha | –                           |         | 234           |
| západní  | kostel svatého Jiljí     | –                           |         | –             |
| západní  | dům U Vocílků            | –                           |         | 236           |
| západní  | bezejmenný dům           | –                           |         | 361           |
| západní  | bezejmenný dům           | –                           |         | 361           |
| západní  | dům U Sladkých           | U Krtkovců                  |         | 361           |
| východní | dům U Bechyňů            | U Mladých Goliášů           |         | 527           |
| východní | dům U Vejvodů            |                             |         | 353           |
| východní | Míčovna                  | Bálový dům, Benedovský dům  |         | 445           |
| východní | dům U Bílé svíce         | Bílé světlo                 |         | 446           |
| východní | Sedlecký dům             | Osecký dům                  |         | 447           |
| východní | dům U Zlaté abecedy      | –                           |         | 448           |
| východní | dům U Prstenu            | Zárubovský                  |         | 449           |
| východní | Vratislavský dům         | –                           |         | 450           |
| východní | dům U Železných dveří    | U dvou jelenů o jedné hlavě |         | 436           |
| východní | dům U Tří bažantů        | U Sedmi andělů              |         | 451           |
| východní | dům U Červeného orla     | U Kučerů                    |         | 452           |
| východní | dům U Malé velryby       | U Velryby                   |         | 453           |
| východní | dům U Desíti panen       | –                           |         | 454           |